# فرودگاه ملی سیوداد مانت
فرودگاه ملی سیوداد مانت (به انگلیسی: Ciudad Mante National Airport) یک فرودگاه همگانی با کد یاتا MMC است که یک باند فرود آسفالت دارد و طول باند آن ۲۰۰۰ متر است. این فرودگاه در کشور مکزیک قرار دارد .